# Mintho flavicoxa
Mintho flavicoxa är en tvåvingeart som beskrevs av Mario Bezzi 1911. Mintho flavicoxa ingår i släktet Mintho och familjen parasitflugor. Inga underarter finns listade i Catalogue of Life.